# Euporus itimbirensis
Euporus itimbirensis är en skalbaggsart som beskrevs av Duvivier 1891. Euporus itimbirensis ingår i släktet Euporus och familjen långhorningar.
Artens utbredningsområde är Gabon. Inga underarter finns listade i Catalogue of Life.